# Hell Brothers
Hell Brothers fue un stable de lucha libre profesional de la empresa mexicana Lucha Libre AAA Worldwide, quiénes estuvieron conformado por Cibernético, Charly Manson, Chessman y Averno (en su re-formación en 2014). El stable fue creado el 18 de noviembre de 2006, luego de que Cibernetico había sido traicionado por la La Secta.

## Historia

### Primera formación (2006-2009)
Cuando Cibernético regresó al ring después de una larga ausencia debido a lesiones, formó el stable Los Hell Brothers junto con sus viejos compañeros Cibernético y Charly Manson. El grupo rápidamente se convirtió en el grupo de técnicos superior debido a sus feudos con La Secta del Mesías y La Legión Extranjera de Konnan. En Rey de Reyes (2007), Los Hell Brothers derrotaron a Muerte Cibernética, Scott Steiner y Kenzo Suzuki. En Triplemanía XV, Los Hell Brothers derrotaron a El Mesías, Sean Waltman y Kenzo Suzuki en un combate de Domo de la Muerte. Debido a su victoria, Los Hell Brothers obligaron a Kenzo Susuki a raparse la cabeza. En agosto de 2007, Chessman derrotó a El Zorro, aliado de Los Hell Brothers, para ganar el Campeonato Mundial de Peso Semicompleto de la UWA. La victoria por el título fue en un combate de primera ronda de un torneo para coronar al inaugural Megacampeón de AAA. En la segunda ronda, Chessman derrotó a su compañero Cibernético y consiguió un lugar en la final. En Verano de Escándalo (2007), Chessman se enfrentó a El Mesías en la final, pero perdió el combate por descalificación y, por lo tanto, también perdió su título UWA. En ese mismo evento, El Zorro  se volvió contra Los Hell Brothers y se unió a La Legión después de que el equipo ganara el evento principal.
En diciembre de 2007, Cibernético sufrió graves quemaduras durante un combate y tuvo que tomarse varios meses de descanso para recuperarse. Mientras Cibernético se recuperaba, Chessman y Charly Manson siguieron su feudo contra La Legión, pero sin tanto éxito como inicialmente debido a una serie de incidentes en los que Chessman causaría que el equipo perdiera por accidente. En la primavera de 2008, Charly Manson sufrió una grave lesión y se vio obligado a tomarse un tiempo libre justo cuando Cibernético hacía su regreso al ring y ganaba el Megacampeonato de AAA. En Triplemanía XVI, Chessman hizo equipo con La Parka y Silver King siendo derrotados ante el equipo de La Legión de Bobby Lashley, Electroshock y Kenzo Suzuki. Cuando Vampiro fue enlistado para ocupar el lugar de Manson, comenzaron a circular rumores de una separación de Los Hell Brothers. Los rumores parecieron reforzarse cuando Chessman ganó una combate de eliminación para ganarse una oportunidad por el Megacampeonato de AAA. En un primer momento, Cibernético felicitó a su compañero, pero se mostró reacio a fijar una fecha para el combate por el título de Chessman. La tensión llegó a un punto crítico en septiembre cuando Cibernético llegó al ring para felicitar a Chessman por una victoria reciente; Manson llegó al ring para tratar de mediar entre los dos pero, cuando no pudo elegir bando, Los Hell Brothers se disolvieron oficialmente.

### Regreso (2014-2016)
El 14 de septiembre de 2014, Cibernético anunció que estaba formando un nuevo grupo para luchar contra La Sociedad. El 26 de septiembre, Cibernético se volvió heel y reveló que su "nuevo" grupo era el stable reformado de Los Hell Brothers, ahora conformado por él mismo, Chessman y Averno (en reemplazo de Charly Manson). En febrero de 2015, Los Hell Brothers se unieron oficialmente a La Sociedad. El 14 de junio de 2015, en Verano de Escándalo, Los Hell Brothers ganaron el Campeonato Mundial de Tríos de AAA. El 9 de noviembre, Cibernético anunció su salida de AAA.

## Campeonatos y logros
- Lucha Libre AAA Worldwide
  - Megacampeonato de AAA (1 vez) – Cibernético
  - Campeonato Mundial en Parejas de AAA (1 vez) – Averno & Chessman
  - Campeonato Mundial de Tríos de AAA (1 vez) – Averno, Chessman & Cibernético
  - Copa Antonio Peña (2007) – Manson